# Скорик Лариса Павлівна
Ско́рик Лари́са Па́влівна (до шлюбу Ку́зьма; нар. 4 жовтня 1939, Любачів) — українська архітекторка та громадсько-політична діячка, професор Національної академії образотворчого мистецтва та архітектури, народний депутат України І скликання. Дружина Мирослава Скорика.

## Біографія
Народилася 4 жовтня 1939 року, в м. Любачів, (нині — Польща) у сім'ї вчителів. Закінчила Львівський політехнічний інститут.
- 1954 рік---- студентка Львівського політехнічного інституту.
- 1960 рік — архітектор Донецького філіалу Інституту «Діпромісто»[1].
- 1961 рік — архітектор Львівського філіалу «Львівтеплоелектропроект»[1].
- 1963 рік — старший. архітектор проєктного інституту «Діпромісто» м. Львів[1].
- 1967 рік — аспірант Київського інженерно-будівельного інституту[1].
- 1971 рік — старший. викладач, керівниця творчої майстерні кафедри архітектурного проєктування, доцент Київського державного художнього інституту[1].
- 1990 рік — професор кафедри архітектури Української академії мистецтв. Була членом НРУ, а саме: членом фракції Конгресу національно-демократичних сил, делегатом Установчих зборів НРУ, ; віце-президентом Спілки архітекторів України, членом Центрального проводу; головою Всенародного руху України[1].

Перший чоловік — був напівшвед, познайомилася і розписалася в Таллінні під час студентських канікул. Через півтора року шлюб розпався.
Другий чоловік — композитор Мирослав Скорик, на час знайомства навчався в аспірантурі у Дмитра Кабалевського у Москві. Познайомилася, ставши першою виконавицею його пісні «Не топчіть конвалій» на союзному телебаченні у передачі «Голубой огонёк».

## Громадська та політична діяльність
Член НРУ, делегат Установчих зборів НРУ, член Центрального проводу; голова Всенародного руху України.
Трудовий колектив Київського державного художнього інституту висунув її кандидатуру у народні депутати України. Завдяки 45.04 % голосів, які вона отримала в 2-му турі, у 18.03.1990 році, була обрана Народним депутатом України з 26 претендентів.
Після цього приєдналася до фракції Конгресу національно-демократичних сил.
В період свого депутатського мандату, обіймала посаду Голови підкомісії Комісії ВР України з питань культури та духовного відродження.
Окрім депутатського мандату 1990 року, її кандидатуру було висунуто виборцями на голосування у Народні депутати України Верховної Ради XIII скликання, за результатами якого. вона зайняла 2 місце з 20-ти претендентів, оскільки отримала 40.78 % голосів у 2-му турі.
Голова підкомісії Комісії ВР України з питань культури та духовного відродження.
27 січня 2014 року потрапила в політичний скандал за участю галичан. Так вона під час організованого першим Президентом незалежної України Л. М. Кравчуком круглого стола мала необережність висловити свою думку: «Я навіть не можу сказати напівосвічена, це практично неосвічена орда плюндрує Україну. Якої свободи їм не вистачало? Може, свободи слова? Це нашестя, яке увійде в історію як нашестя абсолютних варварів». Зазначені слова стали причиною суспільного резонансу, наслідком якого стало написання відкритого листа представниками львівської інтелігенції до архітектора, а також народного депутата першого скликання (НРУ) Лариси Скорик, в якому вони вимагали від неї публічних вибачень, оскільки на їх думку, вона дозволила «собі цинічно принижувати і ображати власний народ, ділити його на „правильних“ і „неправильних“, досягаючи неабияких „відкриттів“, зокрема, в антигалицьких судженнях». Окрім того нагадали їй. що саме завдяки їх підтримки, Скорик у 1990 році отримала депутатський мандат. Щоб зрозуміти масштаб ситуації, достатньо перелічити видатних осіб того часу, які підписали це звернення, а саме: письменник Роман Іваничук, народний артист України Богдан Козак, директор МIOK НУ «Львівська політехніка» Ірина Ключковська, народний художник України Мирослав Откович, співачка Софія Федина, генеральний директор Львівської національної галереї мистецтв ім. Б. Г. Возницького Лариса Возницька-Разінкова, заслужений працівник культури України Роман Яців, член Національної спілки письменників України Ніна Бічуя, лауреат Шевченківської премії України Роман Лубківський, лауреат Шевченківської премії України Василь Откович.
У березні 2021 року брала участь у телемості з Москвою з нагоди дня народження Тараса Шевченка в київському представництві Росспівробітництва, де подякувала російській владі та заявила, що між Росією й Україною «чудові стосунки, які ніхто не зіпсує».

## Архітектура
Серед проєктів Л. Скорик:
- парк-скансен «Шевченківський гай» у Львові (1966)[4].
- станція метро «Мінська» (1980)[4].
- проєкти реконструкції центральної частини Львова (1970), Хмельницького (1973), Вінниці (1974), Івано-Франківська (1983)[4].
- храм Богородиці у Борисполі (1989—1992)[4].
- храм Св. Миколи у с. Світанок Переяслав-Хмельницького району (1999)[4].
- скансен «Мамаєва Слобода» у Києві (1992—2006)[4].
- Храм Василія Великого у Києві (будівництво завершене у 2000)[4].
- реконструкція Центрального універмагу в Києві (2012—2016)[4].
- стадіон «Дружба» (тепер «Україна»), Львів[5]

### Реконструкція музею Тараса Шевченка у Каневі
Будівля музею Тараса Шевченка у Каневі перебувала на реконструкції 7 років з 2003—2010 рр, а вже 23 серпня 2010 року очікуване відкриття відбулося. Але була дуже цікава передісторія між рішенням 2003 року, щодо відновлення музею та сміливим кроком Лариси Скорик у березні 2010 року про те, що в неї є готовий проект реконструкції музею, який здивує кожного відвідувача музею.
Найбільш цікавий варіант реконструкції запропонував колектив Шевченківського національного заповідника (ШНЗ) у Каневі. Їх варіант передбачав реконструкцію будівлі Кричевського в оригінальному вигляді як з фасаду, так і в інтер'єрах. Окрім того, Шевченко треба було представити у вигляді старого шкарбуна у смушковій шапці, найбільш відомого символу суворого Батька селянської «нацменшини» за совіцькими канонами. Проте, група радників міністра культури Василя Вовкуна, зробила висновок щодо наради з питань концепції Шевченківського національного заповідника (ШНЗ) у Каневі 17 червня 2008 року, і як наслідок цього висновку, він повністю протирічив ідеологічним канонам та загальній концепції, яку запропонували колектив Шевченківського національного заповідника.
Через те, що обидва варіанти концептуально протирічили один одному, було запролоновано розробити проект, який би об'єднював головні принципи запропоновані колективом Шевченківського національного заповідника (ШНЗ) у Каневі та групи радників міністра культури Василя Вовкуна. У підсумку було створено такий проект, який з однієї сторони відповідає сучасному уяленню про музей як громадської установи, яка має головну мету — зберігання експонатів минулого, а з інщої — така установа має бути високотехнологічною, розважальною, пізнвальною та відповідати усім вимогам майбутніх відвідувачів, незважаючи на їх вік, національність та релігійні переконання. Іншими словами, музей мав би стати українським аналогом Мона Лізи у Луврі, тобто стати інтерактивним осередком, який би поєднував цікаві історії з мультимедійними технологіями.
І одночасно — а це й налевно було надметою — музей мав стати точкою сходу модерної національної ідеї.
Для реалізації цього проекту було створено спеціальну творчу групу, яку мав очолити Микола Яковин, який на той час обіймав посаду заступника Міністра культури України. Окрім нього до складу групи увійшли наступні відомі архітектори та художники, а саме: Олександр Бабак, Петро Бевза, Олександр Дяченко, Микола Журавель, Віктор Вечерський, Віктор Хоменко, Кирило Кобцев.
Про те, до реалізації зазначеного проекту справа не дійшла. Оскільки, очільник групи, Микола Яковин, втратив посаду заступника Міністра культури, проектна документація та усі презентації, які були підготовлені цією групою, були загублені серед кабінетів міністерства, жодних контрактів-договорів із авторським колективом підписано не було, тому й ніяких грошей не було перераховано на реалізацію цього проекту.
Ситуація залишалася безнадійною, доки не відбулося нагородження лауреатів Державної Шевченківської премії у березні 2010 року, яка за збігом обставин трапилася саме в цьому музеї. Організатори та відвідувачі цієї церемонії поскаржилися на жахливий реставраційно-музейних справ, що підштовхнуло тодішнього Президента України, Віктора Януковича, до надання наказу, стосовно виділення коштів на реставрацію, Не треба забувати, що у 2014 році планувалося святкування 200-літньої річниці з дня народження Шевченка, і для влади того часу потрібно було зберегти свій політичний та соціальний статус на достатньому рівні.
А далі ситуація нагадувала нічне жахіття. Новим авторм старого проекту стала Лариса Скорик, яка до цього моменту не мала жодного відношення до реставрації. Вона навіть запросила до себе, в якості консультації, авторський колектив. Про те, це був їх перший та останній візит до Скорик. Усі наступні дії та рішення здійснювалися Скорик одноосібно.
Темпи реконструкції були шалені, оскільки до цієї події була привернена пильна увага зі сторони головних осіб політичного світу країни. Але обрана тактика мала свої негативні наслідки. По-перше, коли ти квапишся із результатом, і тим паче коли ти не був першочерговим розробником складного творчого проекту, важко усвідомлювати всю картину в цілому і не загубити малі, хоча дуже цінні деталі.
Оновлений музей було урочисто відкрито Президентом України Віктором Януковичем 23 серпня 2010 р. Відреставрований музей отримав неоднозначну оцінку різних фахівців: від повного схвалення до жорсткої критики.
Наприклад, коли першочерговий авторський колектив завітав на відкриття музею, то тяжко зітхнув. Оскільки те що в остаточному випадку вийшло, мало в чому відповідало тій візуальній презентації, яку вони в свій час зробили.
Справжній художник у цей момент відчуває біль та сором за те, як його ошукали та перекрили його істинний задум. Так, перший проект був взагалі інший, а те що в остаточному випадку — нагадує дитяче прислів'я: "де 10 відмінностей ?'.
Культуролог, журналіст та художник Іда Ворс звинуватила Ларису Скорик в тому, що та присвоїла собі чужий проєкт реконструкції, та невдало його втілила у життя.

### Заповідник «Бабин Яр»
У 2012 році Лариса Скорик презентувала розроблену власною архітектурною майстернею Концепцію розвитку Національного історико-меморіального заповідника «Бабин Яр». Згідно з цією концепцією Музей пам'яті жертв «Бабиного Яру» у плані має вигляд шестикутної «Зірки Давида». Передпроєктна документація будівництва музею за проєктом Скорик була схвалена Науково-методичною радою з питань охорони культурної спадщини Міністерства культури України. Також концепція розвитку заповідника «Бабин Яр» Лариси Скорик отримала схвалення Головного управління містобудування, архітектури та дизайну міського середовища.

## Нагороди та відзнаки
- Пам'ятна відзнака «Юрій Дрогобич» (на 500-ту річницю з дня виходу в світ першої друкованої книги українського автора, 1983)[11].
- Орден князя Ярослава Мудрого V ступеня (2010)[12],
- Почесна Грамота Президії Верховної Ради України (1991),
- Відзнака Київського міського голови «Знак Пошани» (2004)[4].